# 코로스텐

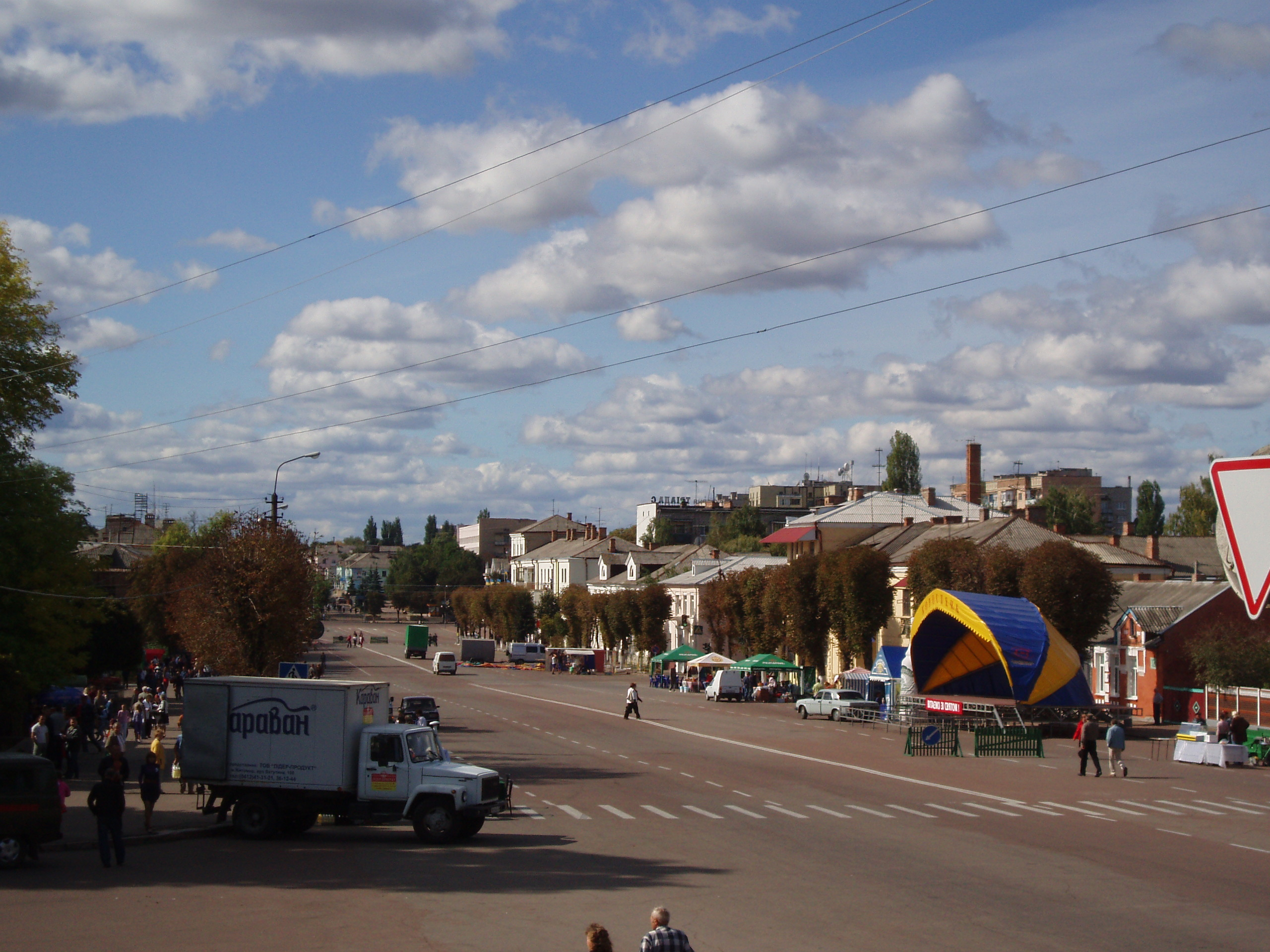
코로스텐 시가지

코로스텐(우크라이나어: Ко́ростень)은 우크라이나 지토미르주에 위치한 도시로 면적은 42.31km2, 높이는 171m, 인구는 65,055명(2015년 기준)이다. 705년에 설립되었으며 1,000년이 넘는 역사를 자랑한다. 키예프 대공국에 정복되기 이전에 존재했던 드레블랴네족의 중심 도시인 이스코로스텐이 있던 곳이기도 하다.

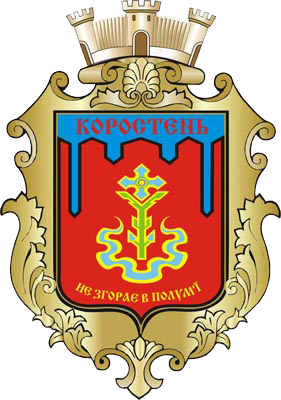
시 문장

## 자매 도시
- 벨라루스 마지르
- 러시아 노야브리스크
- 폴란드 크워부츠크
- 우크라이나 스비틀로보즈크
- 몰도바 아네니노이
- 폴란드 크라시니크
- 프랑스 샤르비외샤바니외
- 우크라이나 슬로우얀스크